# Llista d'òperes de Haydn
La llista de les òperes de Haydn següent és per ordre cronològic i dividida en trams de la carrera de l'autor.
Franz Joseph Haydn no és especialment recordat com a compositor d'òperes, tot i que aquest gènere ocupà una part no gens petita del seu temps com a compositor. Durant les dècades dels 1770 i dels 1780, Haydn dirigia una companyia d'òpera que actuava per al príncep Nikolaus Esterházy, i que va fer unes 150 representacions anuals. Un nombre considerable d'aquestes òperes eren obra del mateix Haydn. Unes obres que, avui, només s'interpreten ocasionalment.

## Òperes compostes com a músic freelance
- Der krumme Teufel, Singspiel, compost durant el seu període com a música freelance. (1753). Perduda.

## Compostes durant el temps en què serví a la casaEsterházy
| Data                   | Títol                                         | Hob.  | Gènere               | Subdivisions | Llibret |
| ---------------------- | --------------------------------------------- | ----- | -------------------- | ------------ | --- |
| 1762                   | La marchesa nespola                           | 30/1  | comedia              |              | |
| 1763 revisat 1773-1774 | Acide e Galatea                               | 28/1  | festa teatrale       | 1 acte       | G A Migliavacca |
| 1766                   | La canterina (La cantaire)                    | 28/2  | intermezzo in musica | 2 actes      | |
| 1768                   | Lo speziale (L'apotecari)                     | 28/3  | dramma giocoso       | 3 actes      | Carlo Goldoni, revisat per Karl Frieberth?                                                                                |
| 1770                   | Le pescatrici (Les pescadores)                | 28/4  | dramma giocoso       | 3 actes      | Carlo Goldoni, revisat per Carl Friberth?                                                                                 |
| 1773                   | L'infedeltà delusa (La infidelitat decebuda)  | 28/5  | burletta per musica  | 2 actes      | Marco Coltellini, revisat per Carl Friberth?                                                                              |
| 1773                   | Philemon und Baucis                           | 29b/2 | Singspiel            | 1 acte       | G K Pfeffel |
| 1775                   | L'incontro improvviso (La trobada inesperada) | 28/6  | dramma giocoso       | 3 actes      | Karl Frieberth, a partir de La rencontre imprévue L H Dancourt.                                                           |
| 1777                   | Il mondo della luna (El món de la Lluna)      | 28/7  | dramma giocoso       | 3 actes      | Carlo Goldoni |
| 1779 revisat 1785      | La vera costanza (La veritable constància)    | 28/8  | dramma giocoso       | 3 actes      | Francesco Puttini |
| 1779                   | L'isola disabitata (L'illa deshabitada)       | 28/9  | azione teatrale      | 2 parts      | Pietro Metastasio |
| 1781                   | La fedeltà premiata (La fidelitat premiada)   | 28/10 | dramma giocoso       | 3 actes      | a partir de L'infedeltà fedele de Giambattista's Lorenzi.                                                                 |
| 1782                   | Orlando paladino (Orlando paladí)             | 28/11 | dramma eroicomico    | 3 actes      | Nunziano Porta, basat en Le pazzie d'Orlando, de Carlo Francesco Badini, a partir d'Orlando furioso, de Ludovico Ariosto. |
| 1784                   | Armida                                        | 28/12 | dramma eroico        | 3 actes      | a partitr de la Gerusalemme liberata de Torquato Tasso.                                                                   |

## Compostes per al seu primer viatge a Londres
- L'anima del filosofo (L'ànima del filòsof), Hob. 28/13, dramma per musica in 4 acts. (1791). Es tracta de la versió personal de Haydn del mite d'Orfeu. És l'única òpera de Haydn posterior a la seva època a Esterházy, composta per al seu primer viatge a Londres, però que no es va estrenar quan estava previst, degut a intrigues.